# Luca di Girolamo degli Albizi
Luca di Girolamo degli Albizi (... – 1555) è stato un condottiero italiano.

## Biografia
Nonostante facesse parte di una famiglia tradizionalmente avversa ai Medici, fu un fervente filomediceo, per questo, con la terza cacciata medicea, venne espulso dalla città (1529). Vi fece ritorno solo nel 1554, un anno prima di morire.
Fu commissario generale dell'Ordinanza fiorentina, una milizia nazionale inventata da Niccolò Machiavelli. Venne sospettato di aver avvelenato Francesco Guicciardini, ma senza prove sicure.
Incaricò Gherardo Silvani di ammodernare e ingrandire il palazzo Albizi nella via che dalla sua famiglia prese il nome (Borgo Albizi). Fece da mediatore tra Benvenuto Cellini e Cosimo I de' Medici per la valutazione del prezzo da pagare per il Perseo, scontentando il primo.